# Vitinho (calciatore dicembre 2000)
Vitinho, pseudonimo di Victor Julio Alves de Paula (Recife, 26 dicembre 2000), è un calciatore brasiliano, centrocampista dell'Hercílio Luz.

## Carriera
Il 15 aprile 2022 l'Hercílio Luz lo cede in prestito all'Avaí fino al 2024. Il 22 maggio successivo ha esordito nel Brasileirão, in occasione dell'incontro perso per 1-2 contro l'Athletico Paranaense, subentrando a Dentinho.

## Statistiche

### Presenze e reti nei club
Statistiche aggiornate al 23 gennaio 2023.
| Stagione        | Squadra         | Campionato      | Campionato | Campionato | Coppe nazionali | Coppe nazionali | Coppe nazionali | Coppe continentali | Coppe continentali | Coppe continentali | Altre coppe | Altre coppe | Altre coppe | Totale | Totale |
| Stagione        | Squadra         | Comp            | Pres       | Reti       | Comp            | Pres            | Reti            | Comp               | Pres               | Reti               | Comp        | Pres        | Reti        | Pres   | Reti   |
| --------------- | --------------- | --------------- | ---------- | ---------- | --------------- | --------------- | --------------- | ------------------ | ------------------ | ------------------ | ----------- | ----------- | ----------- | ------ | ------ |
| 2019            | Flamengo-SP     | B/SP            | 10         | 1          |                 | -               | -               |                    | -                  | -                  |             | -           | -           | 10     | 1      |
| 2021            | Vera Cruz       | A1/PE           | 9          | 1          |                 | -               | -               |                    | -                  | -                  |             | -           | -           | 9      | 1      |
| gen.-apr. 2022  | Hercílio Luz    | PD/SC           | 12         | 1          |                 | -               | -               |                    | -                  | -                  |             | -           | -           | 12     | 1      |
| apr.-dic. 2022  | Avaí            | A               | 8          | 0          | CB              | -               | -               |                    | -                  | -                  |             | -           | -           | 8      | 0      |
| Totale carriera | Totale carriera | Totale carriera | 39         | 3          |                 | -               | -               |                    | -                  | -                  |             | -           | -           | 39     | 3      |